# Dmitri Sergejewitsch Makowski
Dmitri Sergejewitsch Makowski (russisch Дмитрий Сергеевич Маковский; * 18. März 2000 in Jekaterinburg) ist ein russischer Fußballspieler.

## Karriere
Makowski begann seine Karriere bei Ural Jekaterinburg. In der Saison 2019/20 stand er erstmals im Kader der Reserve von Ural, kam allerdings noch nicht zum Einsatz. Im August 2020 debütierte er schließlich für Ural-2 in der Perwenstwo PFL. In der Saison 2020/21 kam er insgesamt zu zehn Drittligaeinsätzen für die Reserve. Im November 2021 stand er erstmals im Kader der Profis der Jekaterinburger. Sein Debüt in der Premjer-Liga gab er im Dezember 2021 gegen den FK Rostow.